# 9000マイルの約束
『9000マイルの約束』 (So weit die Füße tragen ) は、2001年のドイツ映画。第二次世界大戦で捕虜になったドイツ兵が、戦後シベリアの強制収容所から9000マイル（1万4000km以上）離れた祖国ドイツを目指して歩いて逃げる戦争ドラマ。
Cornelius Rost（別名：クレメンス・フォレル）の実体験を描いたヨゼフ・マーティン・バウアーによる1955年の書籍の映画化。

## スタッフ
- 監督 - ハーディ・マーティンス
- 脚本 - ハーディ・マーティンス、バスティアン・クレーヴェ、ベルント・シュヴァム
- 音楽 - エドゥアルド・アルテミエフ
- 撮影 - パーヴェル・レーベシェフ

## 出演者
| 役名                         | 俳優                                         | 日本語吹替     |
| ---------------------------- | -------------------------------------------- | -------------- |
| クレメンス・フォレル         | ベルンハルト・ベターマン                     | てらそままさき |
| ドクター・シュタウファー     | ミヒャエル・メンドル                         | 池田勝         |
| カメリアフ（ソ連軍中尉）     | アナトリー・ヴラディミロヴィチュ・コテニョフ | 小室正幸       |
| イリーナ                     | イリナ・パンタエヴァ                         | 柚木麻友子     |
| バウドゥレクセル             | ハンス・ペーター・ハルヴァクス               | 中嶋聡彦       |
| カトゥリン（クレメンスの妻） | イリス・ベーム                               | 日野由利加     |
| リサ                         | アンナ・ヘルマン                             | 片岡身江       |
| バウクネヒト                 | アンドレ・ヘンニッケ                         |                |

## ストーリー
ドイツ軍中尉クレメンス・フォレルは、捕虜となり第二次世界大戦後にソ連・シベリアの収容所へと送られる。やっとたどり着いた収容所はシベリアの凍てついた大地にあり、捕虜たちは極度の寒さと飢えと苛酷な強制労働で次々と死んでいく。クレメンスは「必ず帰る」という家族との約束を果たすため、収容所を脱走して祖国ドイツへ向かうことを決心する。

## 公開
2001年11月1日にドイツのビーベラッハ映画祭で上映された後、同年12月27日にドイツで公開された。
日本では2003年2月に第14回ゆうばり国際ファンタスティック映画祭で『As far as my feet will carry me（仮題）』の題で上映され、ハーディー・マーティンス監督と主演のバーンハルト・ベターマンが来場し、審査員特別賞を受賞した。その後、2004年1月17日に日比谷スカラ座2で公開された後、全国順次公開された。

## 主な受賞
- 2002年 第35回ヒューストン国際映画祭 グランプリ/最優秀アドベンチャー映画賞
- 2001年 ドイツ・ビーベラッハ映画祭 観客賞/国際審査員賞
- 2002年 フランス・ヴァランシエヌ映画祭 特別賞
- 2002年 ニューポート・ビーチ映画祭 功労賞
- 2003年 第14回ゆうばり国際ファンタスティック映画祭 審査員特別賞

## 原作
原作はヨゼフ・マーティン・バウアーによる1955年の So weit die Füße tragen 。1959年には六話構成でテレビドラマ化されている。日本語訳は1958年に『わが足の続くかぎり ドイツ人将校シベリア脱走記』 (川崎竹一 訳、六興出版部) 、2012年に『我が足を信じて 極寒のシベリアを脱出、故国に生還した男の物語』 (平野純一 訳、文芸社、ISBN 978-4-286-11267-1) がある。

## その他
- 似た内容の作品に2010年のアメリカ映画『ウェイバック -脱出6500km-』The Way Back がある。第二次世界大戦中の1941年、ソ連占領下のポーランドから収容所に連れてこられたポーランド人らが歩いてシベリアから脱出する。スラヴォミール・ラウイッツ（英語版）らの実体験を描いた1956年出版の書籍『脱出記―シベリアからインドまで歩いた男たち』The Long Walk を原案としている。